# The Desert Sessions

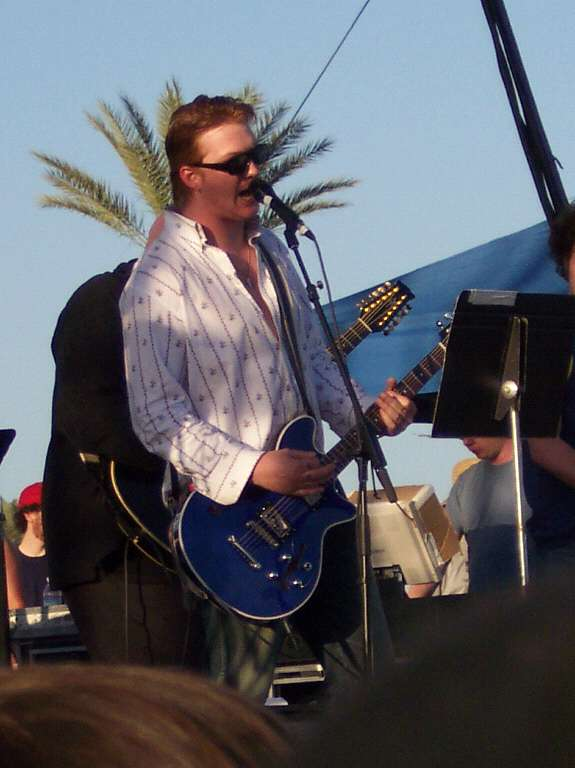
Josh Homme en 2004.

The Desert Sessions est un collectif musical créé par Josh Homme (Queens of the Stone Age) en 1997 et auquel ont notamment participé Brant Bjork, PJ Harvey, Troy Van Leeuwen, Jeordie White, David Catching, Nick Oliveri, Mark Lanegan, John McBain, Josh Freese, Chris Goss, Alain Johannes, Dean Ween et Joey Castillo.

## Histoire
C'est en août 1997 qu'ont commencé ces sessions par la réunion de musiciens, amis de Josh Homme (provenant de groupes tels que Monster Magnet, Goatsnake, Earthlings?, Kyuss, dont Josh Homme lui-même fait partie, et Soundgarden) au Rancho de La Luna. Ainsi purent commencer les premières sessions d'enregistrement du collectif. Un certain nombre de pistes ont par la suite été réenregistrées par Josh Homme dans son groupe des Queens of the Stone Age, parfois sous un nom différent.

## Discographie

### Compilations musicales
- Volumes 1 & 2 (1998, Man's Ruin - MR-093)
- Volumes 3 & 4 (1998, Man's Ruin - MR-113)
- Volumes 5 & 6 (1999, Man's Ruin - MR-123)
- Volumes 7 & 8 (2001, Southern Lord/Rekords Rekords)
- Volumes 9 & 10 (2003, Ipecac/Rekords Rekords)
- Volumes 11 & 12 (2019, Matador/Rekords Rekords)